# Jimmy Jam & Terry Lewis
Jimmy Jam & Terry Lewis is een duo dat vorm heeft gegeven aan veel carrières van, vooral, R&B-artiesten. Het duo bestaat uit James Samuel "Jimmy Jam" Harris III (Minneapolis, Minnesota, 6 juni 1959) en Terry Steven Lewis (Omaha, Nebraska, 24 november 1956).
Hun bekendste samenwerking is met Janet Jackson, en met haar doorbraak werden ze geëerd met een Grammy Award voor Best Production voor het album Control.

## Geschiedenis
De twee ontmoetten elkaar op de middelbare school in Minneapolis en vormden een band genaamd Flyte Tyme, dit werd later The Time. In 1981 kwam Morris Day bij de groep, die met Prince als 'opening act' mee op tournee ging. Als The Time namen ze drie albums op, The Time, What Time Is It? en Pandemonium. Er wordt gezegd dat de eerste twee albums de grondleggers zijn van de hedendaagse R&B-sound.
Jam en Lewis kwamen in contact met muziekbaas Clarence Avant, waar ze hun eerste producties maakten voor de The S.O.S. Band. Later gingen ze ook platen produceren van Avant voor andere artiesten zoals Cherrelle, Alexander O'Neal en Change.
Het duo was noemenswaardig voor het vroege gebruik van de Roland TR-808 drumcomputer in bijna al hun producties.
In 1991 startten ze hun eigen platenlabel, Perspective Records.

## Samenwerking
De twee hebben onder andere met de volgende artiesten/groepen samengewerkt:
- Alexander O'Neal
- Boyz II Men
- Cherrelle
- Earth, Wind & Fire
- Janet Jackson
- Johnny Gill
- Mary J. Blige
- Mariah Carey
- Michael Jackson
- George Michael
- Karyn White
- Ralph Tresvant
- Bobby Brown
- Pia Zadora
- Prince
- Shaggy
- Spice Girls
- Rod Stewart
- The Human League
- TLC
- Usher
- Vanessa L. Williams
- New Edition